# MIDI general

Logotip General MIDI de l'Associació de Fabricants de MIDI

El General MIDI (també conegut com a GM o GM 1) és una especificació estandarditzada per a instruments musicals electrònics que responen a missatges MIDI. GM va ser desenvolupat per l'Associació Americana de Fabricants de MIDI (MMA) i el Comitè d'Estàndards MIDI del Japó (JMSC) i publicat per primera vegada el 1991. L'especificació oficial està disponible en anglès a l'MMA, juntament amb l'especificació MIDI 1.0, i en japonès a l'Associació de la Indústria Electrònica Musical (AMEI).
GM imposa diversos requisits més enllà de l'especificació MIDI 1.0, que és més abstracta. Tot i que el MIDI 1.0 per si mateix proporciona un protocol de comunicació que garanteix que diferents instruments puguin interoperar a un nivell fonamental (per exemple, que prémer tecles en un teclat MIDI farà que un mòdul de so MIDI connectat toqui notes musicals), GM va més enllà de dues maneres. En primer lloc, GM exigeix que tots els instruments MIDI compatibles compleixin un cert conjunt mínim de característiques, com ara poder tocar almenys 24 notes simultàniament (polifonia). En segon lloc, GM assigna interpretacions específiques a molts paràmetres i missatges de control que no es van especificar a l'especificació MIDI 1.0. Per exemple, assignar un dels 128 números de programa MIDI possibles selecciona un instrument. Amb MIDI 1.0, l'assignació podia ser a un instrument arbitrari; però amb GM, un número de programa assigna un nom d'instrument específic. Això ajuda a garantir que la reproducció de fitxers MIDI soni més coherent entre diferents dispositius que compleixin amb l'especificació GM. Tanmateix, encara deixa que els sons reals de cada instrument siguin implementats pel proveïdor; la trompa d'un fabricant, per exemple, podria ser més brillant o més suau que la d'un altre.
L'especificació GM 1 va ser ampliada per General MIDI 2 el 1999; tanmateix, GM 1 encara s'utilitza habitualment. El General MIDI va tenir un ampli suport entre els desenvolupadors de jocs d'ordinador a la dècada del 1990.

## Requisits generals de MIDI 1
Per ser compatibles amb GM 1, els dispositius generadors de so (teclats, sintetitzadors de maquinari o programari, targetes de so) han de complir l'especificació de rendiment de nivell 1 del sistema General MIDI:
| Criteri             | Requisit |
| ------------------- | --- |
| Tecles de piano     | 84 tecles de piano. |
| Veus                | Permet que 24 veus estiguin disponibles simultàniament per a sons melòdics i percussius (alternativament, permet 16 veus melòdiques i 8 veus percussives). Totes les veus responen a la velocitat de les notes. |
| Canals              | Admet els 16 canals simultàniament, cadascun assignable a diferents instruments. El canal 10 està reservat per a la percussió. Suport de polifonia (múltiples notes simultànies) a cada canal.                  |
| Instruments         | Admet un mínim de 128 números de programa MIDI (d'acord amb el mapa de patchs d'instruments GM 1) i 47 sons de percussió (d'acord amb el mapa de tecles de percussió GM 1).                                     |
| Missatges del canal | Compatibilitat amb els controladors número 1, 7, 10, 11, 64, 100, 101, 121 i 123; compatibilitat amb els controladors de pressió de canal i inflexió de to.                                                     |
| Altres missatges    | Respon al controlador d'entrada de dades i als RPN per a l'afinació fina i aproximada i el rang de pitch bend, així com a tots els missatges del sistema General MIDI de nivell 1.                              |

## Interpretacions de paràmetres
GM Instruments també ha d'obeir les convencions següents per als esdeveniments del programa i del controlador:

### Esdeveniments de canvi de programa
En MIDI, el so de l'instrument o "programa" per a cadascun dels 16 canals MIDI possibles es selecciona amb el missatge de canvi de programa, que té un paràmetre de número de programa. La taula següent mostra quin so d'instrument correspon a cadascun dels 128 possibles números de programa GM. Hi ha 128 números de programa. Els números es poden mostrar com a valors de l'1 al 128 o, alternativament, com a valors del 0 al 127. La numeració del 0 al 127 normalment només s'utilitza internament pel sintetitzador; la gran majoria de dispositius MIDI, estacions de treball d'àudio digital i seqüenciadors MIDI professionals mostren números (1–128) de programa.

### Percussió

El mapa de tecles de percussió de General MIDI especifica el so de percussió que activa una nota determinada. Els números de nota MIDI es mostren entre parèntesis al costat de la nota de teclat corresponent.

En els fitxers MIDI estàndard de GM, el canal 10 està reservat només per a instruments de percussió. Les notes enregistrades al canal 10 sempre produeixen sons de percussió quan es transmeten a un mòdul de teclat o sintetitzador que utilitza l'estàndard GM. Cada número de nota diferent especifica un instrument de percussió únic, en lloc del to del so.
Si un fitxer MIDI està programat amb el protocol General MIDI, els resultats són predictibles, però la fidelitat del timbre i del so pot variar segons la qualitat del sintetitzador GM. L'estàndard General MIDI inclou 47 sons de percussió, utilitzant els números de nota 35-81 (dels 128 números possibles del 0 al 127), de la manera següent.
L'estàndard no especifica números de canvi de programa per a diferents conjunts de bateria.

### Esdeveniments del controlador
En MIDI, els paràmetres ajustables per a cadascun dels 16 canals MIDI possibles es poden establir amb el missatge de canvi de control (CC), que té un paràmetre de número de control i un paràmetre de valor de control (expressat en un rang de 0 a 127). GM també especifica quines operacions s'han de realitzar mitjançant diversos números de control.
| CC             | Funció                                 |
| -------------- | -------------------------------------- |
| Inflexió de to | Inflexió de to (MSB/LSB)               |
| 1              | Roda de modulació                      |
| 7              | Volum del canal                        |
| 10             | Panoràmica del canal                   |
| 11             | Controlador d'expressions              |
| 64             | Pedal de sustain                       |
| 66             | Pedal de sostenuto                     |
| 67             | Pedal suau                             |
| 121            | Restableix tots els controladors       |
| 123            | Totes les notes activades/desactivades |

### RPN
GM defineix diversos paràmetres registrats, que actuen com a controladors però s'adrecen de manera diferent. En MIDI, a cada paràmetre registrat se li assigna un número de paràmetre registrat o RPN. Els paràmetres registrats se solen anomenar RPN per abreujar.
Per configurar els paràmetres registrats cal enviar (els números són decimals):
1. dos missatges de canvi de control utilitzant els números de control 101 i 100 per seleccionar el paràmetre, seguits de
2. qualsevol nombre de missatges d'entrada de dades d'un o dos bytes (MSB = Controlador #6, LSB = Controlador #38), i finalment
3. un missatge de "Final de RPN"

Els següents números de paràmetre registrats (RPN) globals estan estandarditzats (el paràmetre s'especifica mitjançant el parell LSB/MSB RPN i el valor s'estableix mitjançant el parell LSB/MSB d'entrada de dades):

### Missatges exclusius del sistema
Es defineixen dos missatges GM System Exclusive ("SysEx"): un per activar i desactivar el mode de compatibilitat General MIDI (per a sintetitzadors que també tenen modes no GM); i l'altre per establir el volum principal del sintetitzador.

## Extensions GS
Roland GS és un superconjunt de l'estàndard General MIDI que ha afegit diverses extensions propietàries. L'addició més notable va ser la capacitat d'adreçar múltiples bancs de programes (sons d'instrument) mitjançant un parell addicional de controladors de selecció de banc per especificar fins a 16384 sons de "variació" (cc#0 és Bank Select MSB i cc#32 és Bank Select LSB). Altres característiques més destacables eren 9 kits de bateria amb 14 sons de bateria addicionals cadascun, kits de percussió simultanis – fins a 2 (canals 10/11), missatges de canvi de control per controlar el nivell d'enviament dels blocs d'efectes de so (cc#91-94), introducció de paràmetres addicionals (cc#98-101), portamento, sostenuto, pedal suau (cc#65-67) i missatges SysEx específics del model per configurar diversos paràmetres del motor del sintetitzador. Els 14 sons de bateria addicionals estan numerats del 27 al 34 i del 82 al 87, englobant els 47 sons estàndard General MIDI numerats del 35 al 81.
GS es va introduir el 1991 amb la línia Roland Sound Canvas, que també va ser el primer mòdul de sintetitzador General MIDI de Roland.

## Extensions XG
Yamaha XG és un superconjunt de l'estàndard General MIDI que ha afegit diverses extensions propietàries. Les addicions més destacables van ser els 600 instruments i la polifonia de 32 notes.
XG es va introduir el 1994 amb la línia de mòduls de so Yamaha de la sèrie MU i la línia de teclats digitals PSR.

## MIDI general Nivell 2
El 1999, l'estàndard oficial de GM es va actualitzar per incloure més controladors, pegats, RPN i missatges SysEx, en un intent de reconciliar les addicions contradictòries i propietàries de Roland GS i Yamaha XG. Aquí teniu un resum ràpid dels canvis de GM2 en comparació amb GM/GS:
- Nombre de notes: mínim 32 notes simultànies
- Kits de percussió simultanis: fins a 2 (canals 10/11)
- Es permeten fins a 16384 bancs de variacions, cadascun dels quals conté una versió dels 128 sons melòdics (l'ús exacte d'aquests bancs depèn del fabricant individual).
- 9 kits de bateria GS inclosos
- Canvi de control addicional introduït, anomenat "Controladors de so 1–10":

- Números de paràmetre registrats (RPN)
  - Rang de profunditat de modulació (rang de profunditat del vibrato)
- Missatges SysEx universals
  - Volum mestre, Afinació fina, Afinació aproximada
  - Tipus de reverberació, temps
  - Tipus de cor, freqüència de modulació, profunditat de modulació, retroalimentació, enviament a reverberació
  - Configuració de destinació del controlador
  - Ajust d'afinació d'escala/octava
  - Controladors d'instruments basats en tecles
  - Missatge GM2 System On SysEx

Es pot accedir a instruments melòdics addicionals configurant CC#0 a 121 i després utilitzant CC#32 per seleccionar el banc abans d'un canvi de programa.